# Banco de Sóller

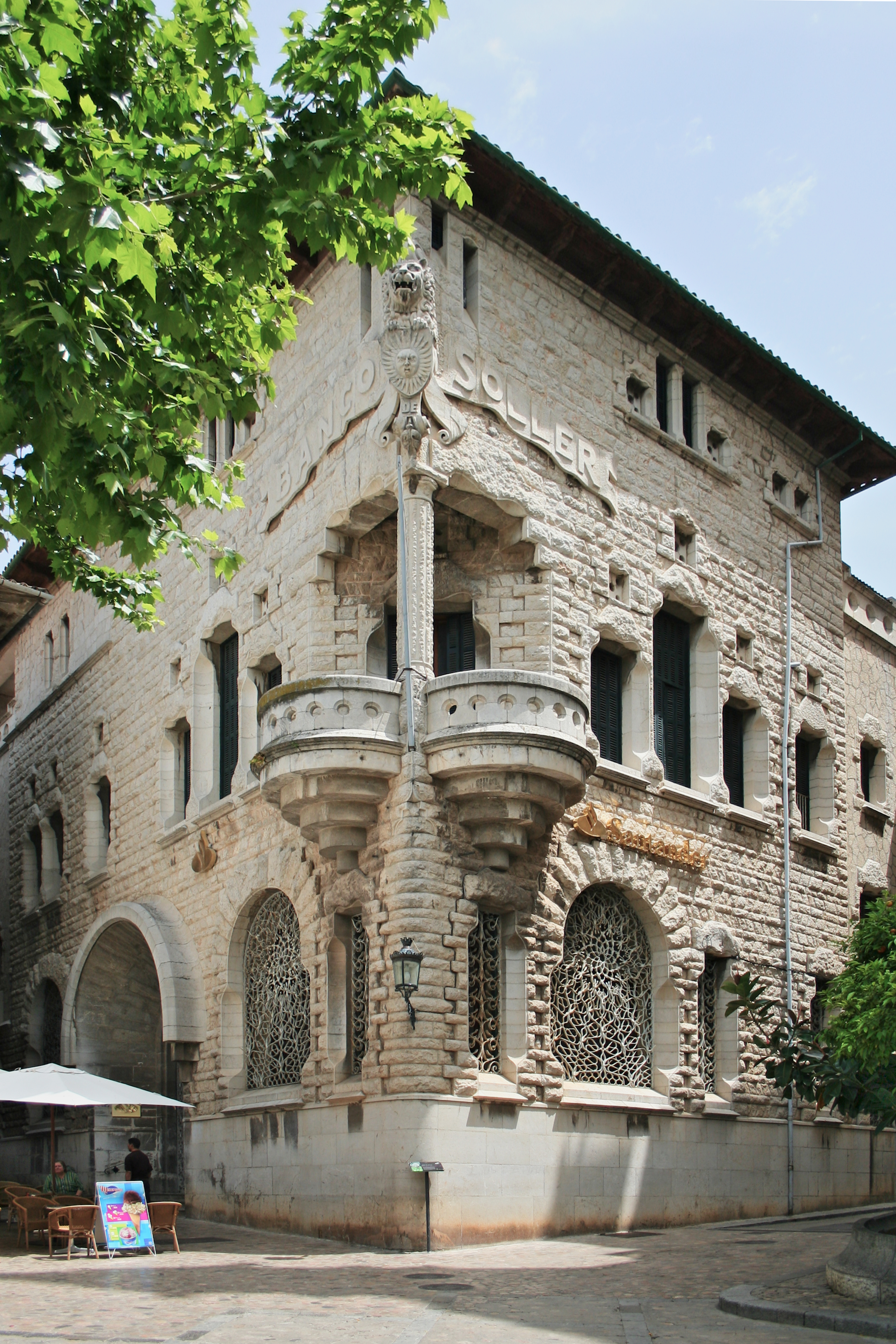
Eckfassade Banco de Sóller

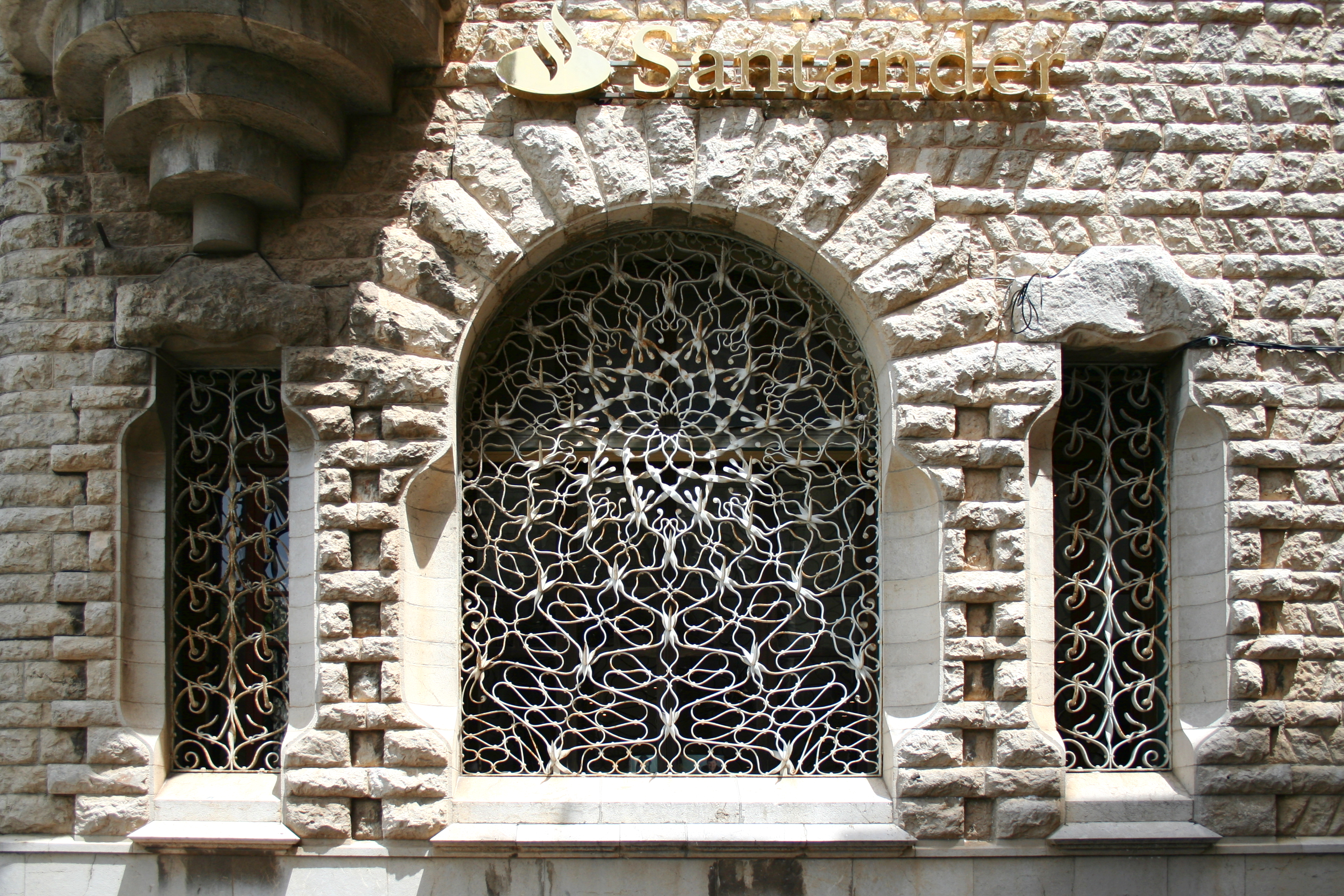
Fenster mit Kunstschmiedearbeit

Die Banco de Sóller ist ein Werk des katalanischen Architekten Joan Rubio i Bellver in der Hafenstadt Sóller auf der Baleareninsel Mallorca. Das Gebäude war Sitz des gleichnamigen Finanzinstituts.

## Geschichte
Die private Banco de Sóller wurde 1899 von spanischen Geschäftsleuten gegründet, die aus Frankreich und Lateinamerika in ihre Heimat zurückkehrten. Das modernistische Bankgebäude am Platz der Verfassung (Plaça de sa Constitució, 21) steht direkt neben der St. Bartholomäus-Kirche und wurde vom katalanischen Architekten und Gaudí-Schüler Joan Rubio i Bellver geplant. Baubeginn war im Jahre 1909, die Fertigstellung erfolgte 1912. Strukturell hat das Gebäude drei Stockwerke und zwei über Eck gelegene Kalksteinfassaden. Die Fassaden zeigen die gleiche rustikale Steintextur wie die nebenstehende Kirche, deren neogotische Fassade ebenfalls von Rubio stammt. Der über Eck angeordnete Balkon mit kannelierter Säule weist den typischen Baustil von Antoni Gaudí auf. Eine Besonderheit sind die Kunstschmiedearbeiten der Fensterbögen im Erdgeschoss.
Im Dezember 1943 fusionierte die Banco de Sóller mit der Banco Hispano Americano. Heute wird das Gebäude von der Banco Santander genutzt.

## Denkmalschutz
Das unter Denkmalschutz stehende Gebäude ist unter der Nummer RI-51-0010615 in der Liste Bien de Interés Cultural eingetragen.